# Велизар Благојевић
Велизар Благојевић (Слапашница код Братунца, 10. мај 1955) је пуковник Војске Републике Српске у пензији. Био је командант 2. мајевичке лаке пјешадијске бригаде.

## Биографија
Гимназију је завршио 1974, у Љубовији, а Техничку војну академију копнене војске, смјер техничка служба, 1979, у Загребу. Магистрирао је 2001. на Машинском факултету у Српском Сарајеву одбраном рада Непрозрачна хидромеханичка трансмисија са хидростатичким трансформатором у паралелној вези. Службовао је у гарнизон има Брчко и Тузла. Службу у ЈНА завршио је као помоћник команданта за морално васпитање позади неке базе, у чину мајора. У Војсци Републике Српске је био од дана њеног оснивања до 30. јуна 1998, те од 15. септембра 1999. до пензионисања, 28. фебруара 2002, Био је начелник штаба (уједно замјеник команданта) лаке пјешадијске бригаде, командант лаке пјешадијске бригаде, референт техничке службе у органу за позадину у команди корпуса, начелник техничке службе и помоћник начелника (уједно референт за оперативно-позадинске послове, противпожарну заштиту и заштиту на раду) одјељења за позадину у команди корпуса.

## Одликовања и признања
Одликован у ЈНА:
- Медаља за војне заслуге

Одликован у ВРС:
- Орден Његоша II реда